# Jeppesen Huse
Jeppesen Huse er en dansk producent af præfabrikerede fritidsbjælkehuse.

## Historie
Jeppesen Huse blev grundlagt af Viktor Kristian Jeppesen omkring 1930. Det første hus blev opført i 1932 og er således det ældste danske færdigproducerede (præfabrikerede) fritidshus (se nedenstående artikel). Ambitionen med Jeppesen-huset var at bygge "de kønneste huse, med de billigste materialer på den mest rationelle måde." I starten blev husene produceret på Sjælland, men senere blev der opført en fabrik i Jels i Jylland. I 1980 solgte Jeppesen-familien selskabet, der i dag ejes af Planet-Gruppen i Ribe. 
Det skønnes at der er opført over 25.000 Jeppesen-huse. Især i Nordvestsjælland i sommerhusområdet ved Sejerøbugten findes mange af husene.

## Arkitektur og konstruktion
Jeppesen-huset er et bjælkehus, med sprossede vinduer. I dag bliver husene opført i dykimprægneret svensk fyrretræ med både yder- og indervæg i 55 mm tykke bjælker. Imellem de to bjælkevægge er der lagt 150 mm isolering. De oprindelige huse havde en tagkonstruktion med tagpap , men i dag er taget typisk lavet af andre materialer som betontagsten.